# 松林市
38°44′57″N 125°38′13″E / 38.7492816°N 125.6368861°E
松林市（：／ Songnim si */?） 是朝鮮民主主義人民共和國黃海北道西北部的一個市，位於首都平壤以南，西隔大同江與南浦特級市相望。2008年人口約128,831人。下分1邑、5勞動者區、15里。
原為黃州郡的一部份。朝鮮日治時期稱兼二浦（겸이포）並被發展成港口和製鐵業基地。1947年升格為市並改用現名。